# Crapatalus angusticeps
Crapatalus angusticeps és una espècie de peix de la família dels leptoscòpids i de l'ordre dels perciformes.

## Alimentació
El seu nivell tròfic és de 3,28.

## Hàbitat i distribució geogràfica
És un peix marí, demersal i de clima temperat, el qual viu al Pacífic sud-occidental: Nova Zelanda.

## Observacions
És inofensiu per als humans i el seu índex de vulnerabilitat és baix (10 de 100).